# Antoine Parmentier
Antoine Augustin Parmentier (født 17. august 1737 i Paris, død 17. december 1813) var en fransk agronom, næringsmiddelforsker og hygiejniker. Han er først og fremmest kendt for at have indført kartoflen til Frankrig.
len
Parmentier gik i apotekerlære i sin fødeby og blev i en alder af 20 år farmaceut i den franske hær under Syvårskrigen mod Storbritannien og Preussen. Mens han sad i fangenskab i Tyskland, opdagede han de kvaliteter, kartoflen har som næringsmiddel for mennesker.
Tilbage i Frankrig deltog han i 1771 i en konkurrence udskrevet af akademiet i Besançon om erstatning af hvede i fremstillingen af brød og skrev en afhandling om kartoflen, der gjorde ham berømt. Han forsøgte under pres fra kong Ludvig 16. af Frankrig, at udvikle dyrkningen af kartoflen på Sablon-sletten i Neuilly.
For at afhjælpe mangelen på rørsukker anbefalede han blandt andet brugen af druesukker. Han interesserede sig for konservering af mel, vin og mælkeprodukter.
Han arbejdede også med majs og opium og anbefalede konservering af kød ved hjælp af kulde.
Hans videnskabelige arbejder har en bemærkelsesværdig bredde, men han deltog også i samfundslivet, blandt andet ved at bidrage til 
Den franske Nationalforsamlings reformer i landbruget. Han blev optaget i Det franske videnskabsakademi i 1795.
Parmentier ligger begravet på Père Lachaise-kirkegården i Paris.
Flere retter er opkaldt efter ham - og en avenue i Paris.

## Værker (ikke komplet)
- Examen critique de la pomme de terre (1779).
- Recherche sur les végétaux nourrissants qui, dans tous les temps de disette, peuvent remplacer les aliments ordinaires (1781).
- Économie rurale et domestique. Bibliothèque Universelle des Dames, rue et hotel Serpente, 1788-1797 ; 8 bind.
- Traité sur la culture et les usages des pommes de terre, de la patate et des topinambours (1789).
- Traité théorique et pratique sur la culture de la vigne, avec l'art de faire le vin, les eaux-de-vie, esprit de vin, vinaigres simples et composés (2 bind., 1801) i samarbejde med Jean-Antoine Chaptal, l'abbé Rozier, og Dussieux
- Traité sur l'art de fabriquer les sirops et conserves de raisin (1810).